# 大营子乡 (林西县)
大营子乡，是中华人民共和国内蒙古自治区赤峰市林西县下辖的一个乡镇级行政单位。

## 行政区划
大营子乡下辖以下地区：
宝林村、二八地村、五一村、大营子村、和平村、土庙子村、东荒村、联合村、东升村、前地村、繁荣村、幸福村和老君沟村。